# NGC 7170
NGC 7170 is een elliptisch sterrenstelsel in het sterrenbeeld Waterman. Het hemelobject werd in 1886 ontdekt door de Amerikaanse astronoom Francis Preserved Leavenworth.

## Synoniemen
- AM 2148-554
- PGC 67848